# Paulicianer
Paulicianer var en grupp kristna i Östkyrkan som uppkom på 650-talet i Armenien, vilka tog avstånd från kyrkans Bibelkanon, ansåg att världens skapare, Gud, var ond och att Jesus var en ängel, inte människa. Deras lära liknar, men är inte identisk med, Markions och manikéernas. Namnet "paulicianer" kommer av att de menade sig företräda Paulus riktiga teologi.
Paulicianerna räknade bara evangelierna och Paulus brev som kanoniska, vilket för dem innebar att skrifterna i fråga var gudomligt inspirerade av himmelens sanne Gud. Resten av Bibeln, även Gamla Testamentet, hade inspirerats av världens skapare, den onde guden, menade de. Med detta tog de avstånd från kristendomens teokratiska principer, men också ifrån hela den fysiska världen, som de ansåg vara ond. Jesus hade sänts som frälsare till människorna från himmelens Gud såsom ängel i människoskepnad.
Grundare av paulicianismen var en man vid namn Konstantin, som till följd av sin tro bytte namn till Silvanus efter Paulus medhjälpare. Konstantin stenades till döds för sin lära, och hans efterträdare brändes på bål. Under kejsar Konstantin V mildrades förföljelserna, möjligen för att kejsaren själv var paulician, men kejsarinnan Theodora lät döda tiotusentals paulicianer. Paulicianerna slogs tillbaka och hade framgångar på slagfältet. De drevs dock bort från Armenien och hamnade i det bulgariska riket. De som antog en reviderad form av paulicianism kallas bogomiler.